# Eleoscytalopus
Eleoscytalopus – rodzaj ptaków z rodziny krytonosowatych (Rhinocryptidae).

## Występowanie
Rodzaj obejmuje gatunki występujące w Brazylii.

## Morfologia
Długość ciała do 11 cm, masa ciała 12–18 g.

## Systematyka

### Nazewnictwo
Nazwa rodzajowa jest połączeniem greckiego słowa ἑλος helos, ἑλεος heleos – „bagno, moczary” oraz nazwy rodzaju Scytalopus Gould, 1837.

### Podział systematyczny
Takson wyodrębniony z rodzaju Scytalopus. Gatunkiem typowym jest Myiothera indigotica. Do rodzaju należą następujące gatunki:
- Eleoscytalopus psychopompus (Teixeira & Carnevalli, 1989) – krytonosek rdzawoboczny
- Eleoscytalopus indigoticus (zu Wied, 1831) – krytonosek białogardły